# Hilda Hölzl
Hilda Hölzl, slovenska operna pevka, dramska sopranistka, * 2. januar 1927, Beograd, Srbija, † 10. november 1992, Ljubljana.
Debutirala je v Zagrebu leta 1957 v vlogi Leonore (Trubadur), istega leta je nastopila tudi v ljubljanski operi. Nastopala je večinoma v sopranskih vlogah Verdijevih oper.
Njen največji uspeh je bila vloga Turandot v istoimenski Puccinijevi operi, za katero je leta 1968 dobila Prešernovo nagrado.
Gostovala je na večini tedanjih jugoslovanskih opernih odrov, ter v Kijevu, Gradcu, Kazanu in Leningradu.